# Ircinia vallata
Ircinia vallata är en svampdjursart som beskrevs av Arthur Dendy 1887. Ircinia vallata ingår i släktet Ircinia och familjen Irciniidae.
Artens utbredningsområde är havet utanför Myanmar. Inga underarter finns listade i Catalogue of Life.